# That’s the Spirit
That's the Spirit – piąty album brytyjskiego zespołu Bring Me The Horizon. Został on wydany 11 września 2015. Słyszymy w nim odejście zespołu od korzeni metalcore, na rzecz mniej agresywnego rockowego stylu.
Album w Polsce uzyskał status złotej płyty.

## Lista utworów
Autorem tekstów jest Oliver Sykes, muzykę komponowali Bring Me The Horizon.
1. "Doomed"  4:34
2. "Happy Song"  3:59
3. "Throne"  3:11
4. "True Friends"  3:52
5. "Follow You"  3:51
6. "What You Need"  4:12
7. "Avalanche"  4:22
8. "Run" 3:42
9. "Drown"  3:42
10. "Blasphemy"  4:35
11. "Oh no"  5:01